# Ла-Пас (футбольный клуб)
«Ла-Пас» (исп. La Paz Fútbol Club) —  ныне несуществующий боливийский футбольный клуб из одноимённого города.

## История
«Ла-Пас» был основан 30 мая 1989 года, домашние матчи проводила на стадионе «Эрнандо Силес», вмещающем 42 000 зрителей. В 2007 году клуб впервые в своей истории завоевал серебро чемпионата Боливии и получил путёвку в предварительный этап Кубка Либертадорес 2008.
По итогам сезона 2012/13 команда вылетела во Второй дивизион чемпионата Боливии. В сентябре 2013 года клуб был расформирован.

## Достижения
- Чемпионат Боливии по футболу:
  - Вице-чемпион (2): 2007 (Клаусура), 2008 (Апертура).
- Чемпион Второго Дивизиона (1): 2003.